# Ōkubo Tadasuke
Pour les articles homonymes, voir Ōkubo.
 Ōkubo Tadasuke (大久保 忠佐, né en 1537, mort le 9 novembre 1613) est un daimyo de la fin de la période Sengoku au début de l'époque d'Edo à la tête du domaine de Numazu dans la province de Suruga. Tadasuke est établi à Numazu en 1601. Lorsqu'il meurt en 1613, il n'a pas d'héritier et le domaine est retourné au shogunat Tokugawa.

## Source de la traduction
- (en) Cet article est partiellement ou en totalité issu de l’article de Wikipédia en anglais intitulé « Ōkubo Tadasuke » (voir la liste des auteurs).